# Bundesautobahn 30
De Bundesautobahn 30 (kort BAB 30, A30 of 30), is een Duitse autosnelweg met een lengte van 138 kilometer. De snelweg begint bij de grensovergang Bad Bentheim Autobahn in het verlengde van de Nederlandse A1 via Osnabrück naar Bad Oeynhausen waar deze aansluit op de A2. De A30 is een schakel in de Europese oost-westverbinding tussen Amsterdam, Berlijn en Warschau en maakt dan ook deel uit van de E30.

## Verloop
Als verlengde van de Nederlandse A1 begint de A30 aan de Nederlands-Duitse grens tussen Nordhorn en Bad Bentheim en kruist bij het verloop richting het oosten als eerste bij Schüttorf de A31, zodat hier al een directe verbinding naar het zuiden richting het Ruhrgebied en verder tot Keulen evenals richting het noorden naar Emden bestaat. Vervolgens loopt de snelweg Rheine voorbij en kruist zuidwestelijk van Osnabrück in het Tecklenburger Land bij Lotte de A1, waar aansluiting naar het noorden richting Bremen en Oldenburg (via de A29) evenals richting het zuiden naar Münster bestaat. Zuidoostelijk van Osnabrück kruist de A30 de A33 die naar het noorden in de B51 naar Diepholz overgaat en naar het zuidwesten in de richting van Bielefeld loopt. 
Ongeveer 50 kilometer verder oostelijk buigt de A30 ten westen van Bad Oeynhausen af in noordelijke richting om de stad heen. Tot 9 december 2018 ging hier de A30 over in de B61, waardoor het verkeer dwars door het kuuroord ging en ten oosten van de stad aansloot op de A2 richting Hannover. Nu gaat het verkeer met een boog noordelijk om de stad en heeft het geen last meer van de wachtrijen voor de verkeerslichten. Sinds 2008 was de ongeveer 8,5 kilometer lange noordelijke randweg om Bad Oeynhausen in aanbouw. Op 6 december 2018 werd de rondweg feestelijk geopend door diverse hoogwaardigheidsbekleders. Pas op 9 december 2018 kon het verkeer richting Osnabrück gebruik maken van de nieuwe snelweg. Een kleine week later, op 13 december 2018, volgde de vrijgave voor het verkeer richting Hannover.

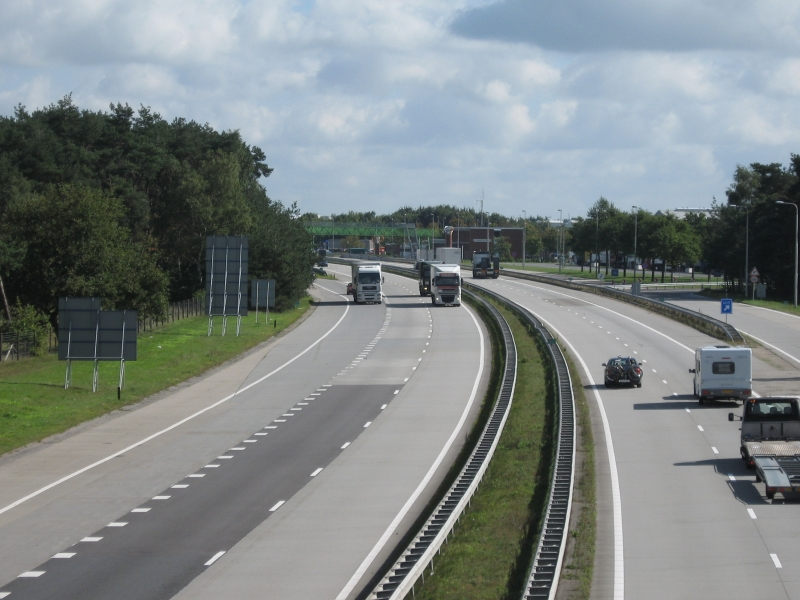
De A1 (NL) bij grensovergang Oldenzaal Autoweg/Bad Bentheim Autobahn die overgaat in de A30 naar Osnabrück. (2010)
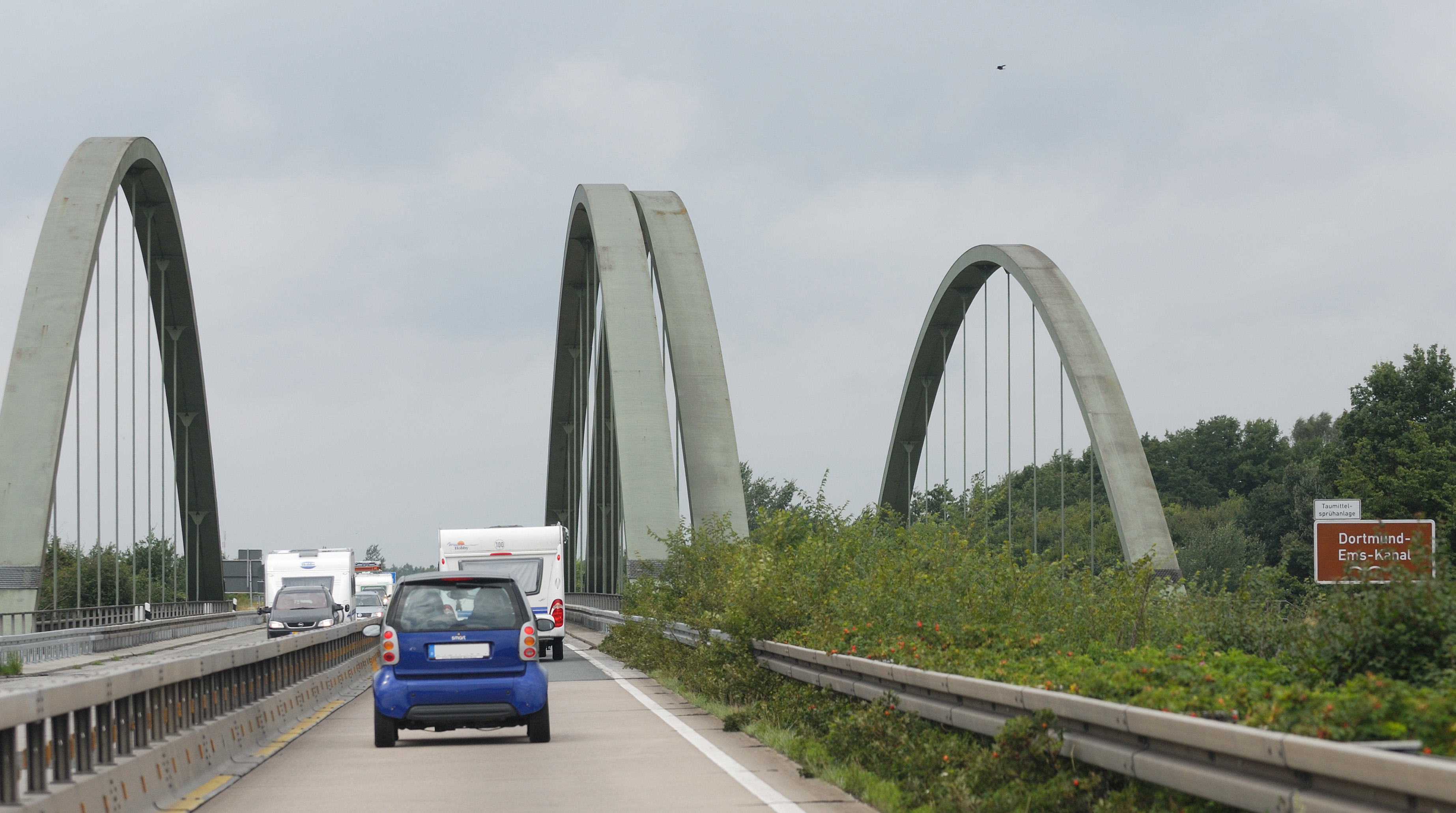
De brug over het Dortmund-Eemskanaal. (2008)
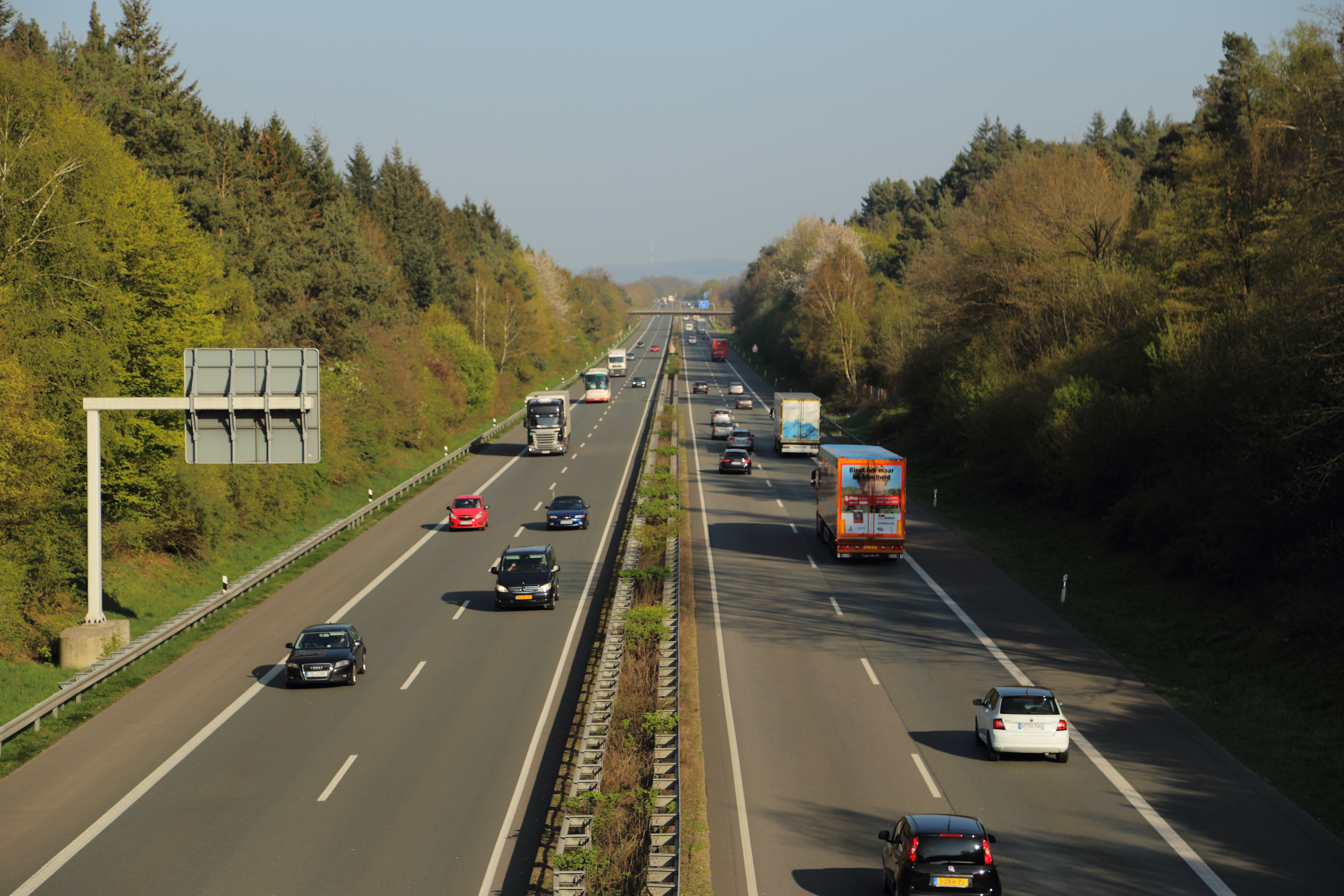
De A30 door het Teutoburgerwoud bij Ibbenbüren. (2015)
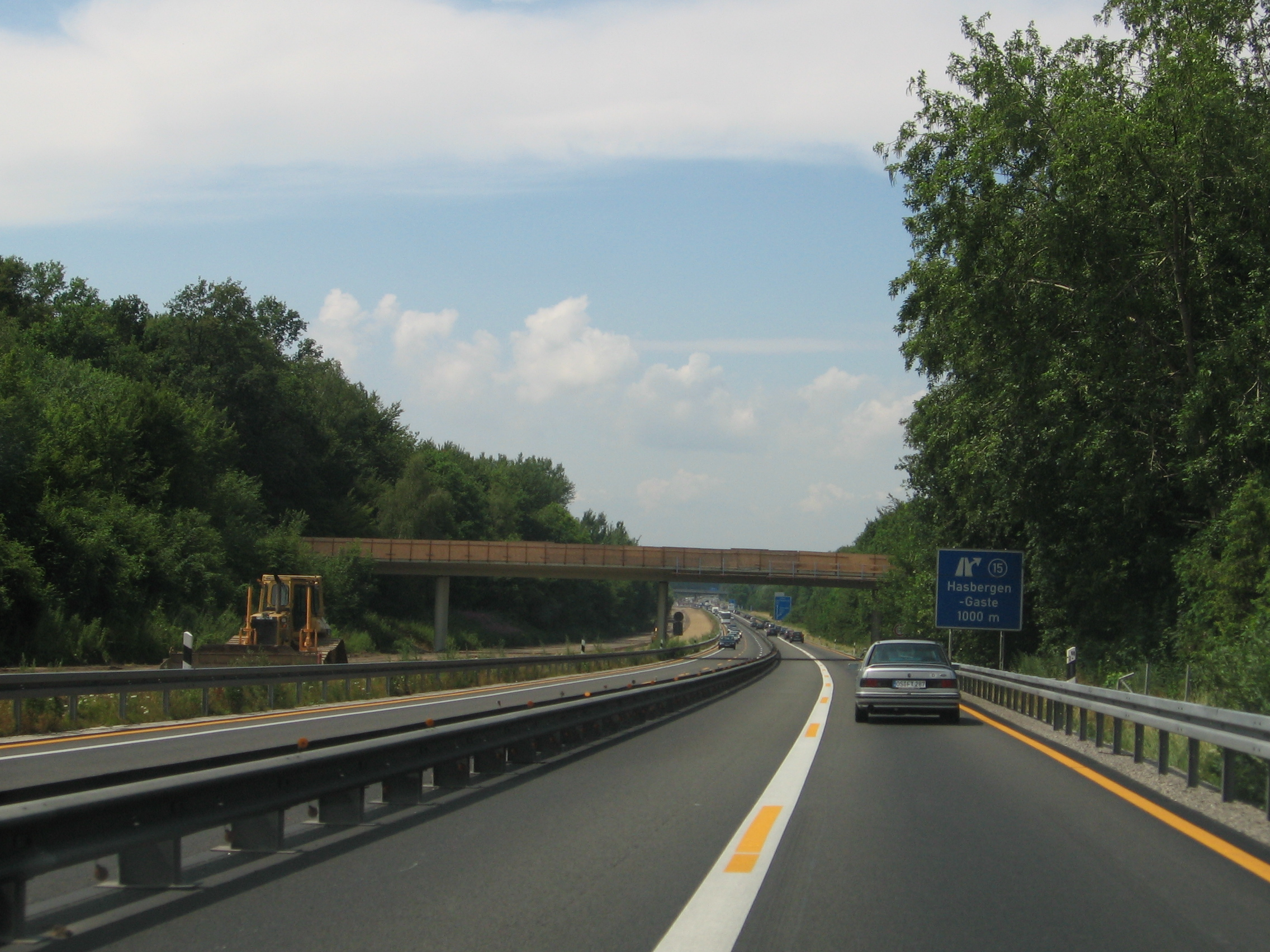
De A30 bij Osnabrück tijdens werkzaamheden. (2006)

## Geschiedenis
De eerste plannen gaat naar het jaar 1933 terug, toen met Nederland een internationale autoweg via Oldenzaal, Bad Bentheim, Salzbergen en Rheine gepland werd. De netwerkplannen voor de Reichsautobahnen voorzagen tussen 1938 en 1940 een tracé die zuidelijk van Salzbergen, noordelijk van Rheine en zuidelijk van Osnabrück zou lopen en in de buurt van Herford/Bielefeld op de A2 zou aansluiten. 
Na het einde van de Tweede Wereldoorlog werd voor het trajectdeel van Bad Bentheim tot Osnabrück een ombouw van de B65 met enkele randwegen om diverse dorpen bedacht. Daarom werd in het wegenplan voor de uitbouw van landelijke wegen, gepubliceerd op 27 juli 1957, dit traject alleen als uit te bouwen Bundesstraße met een lengte van 68,9 kilometer opgenomen. In 1961 werden de plannen daarentegen veranderd om het trajectdeel als een nieuwe expresweg te bouwen. De tracékeuze voor enkele deeltrajecten volgde tussen 1966 en 1981.
In de eerste helft van de jaren 50 hadden de deelstaten Nedersaksen en Noordrijn-Westfalen afgesproken om een sterke regionale verbinding tussen Osnabrück en Bad Oeynhausen aan te leggen. Met de bouw van een trajectdeel tussen Melle en Bruchmühlen werd in 1956 begonnen. Het landelijke wegenplan uit 1957 voorzag voor het traject Osnabrück - Bad Oeynhausen nieuwbouw van een Bundesstraße met aansluiting op de snelweg Hannover - Ruhrgebied met een lengte van 53,6 kilometer. Echter werd het project als 2x2 rijstroken, kruisingsvrije Landesstraße 777n tussen Bruchmühlen en Löhne in Noordrijn-Westfalen aangedragen en daarnaast werd in de jaren 1963 en 1964het tracé in het landelijke wegenplan opgenomen. Daarentegen werd het tracé op het Nedersaksische deel tussen Osnabrück en Bruchmühlen in 1964 en 1965 als Bundesstraße gecategoriseerd. In 1967 werd besloten de bouw als snelweg voort te zetten.
In de ontwerpversie van het wegenplan voor de bouw van landelijke wegen voor de periode 1971 tot 1985 van 30 juni 1971 was het gehele traject van Bad Bentheim via Osnabrück naar Bad Oeynhausen onder de interne naam "Autobahn 64" bekend en de realisering van de weg was voorzien. Daarentegen was het trajectdeel Bad Oeynhausen - Minden - Stadthagen - Hannover-Laatzen als 2x2 rijstroken expresweg met het nummer 61 (Bad Oeynhausen - Minden) en 65 (Minden - Hannover) bedacht. De uitbouw van de trajectdelen Rheine - Osnabrück - Bad Oeynhausen en Bad Oeynhausen - Minden - Bückeburg evenals de randweg Stadthagen en voor delen van de zuidelijke randweg Hannover (A2 tot B3) hadden het prioriteitsniveau I. Alle overige trajectdelen waren in het prioriteitsniveau II ingedeeld.
Met de nieuwe structurering en nummering van het snelwegennet, die op 1 januari 1975 van kracht werd, kreeg het traject Bad Bentheim (grens D/NL) - Rheine - Osnabrück - Bad Oeynhausen - Minden - Stadthagen - Laatzen het huidige nummer "Bundesautobahn 30". De A30 zou volgens deze plannen noordelijk van Werste en Eidinghausen om Bad Oeynhausen geleid worden. In de omgeving noordelijk van de momenteel in bouw zijnde aansluiting Dehme zou een knooppunt gebouwd worden voor de aansluiting met de A339 Bad Oeynhausen - Vlotho. Na een noordelijke randweg van de westelijke wijken van Dehme was de kruising met de B61 en een zuidelijk verloop om de oostelijke wijken van Dehme voorzien. Tevens was een uitbouw van de B61 tussen Dehme en Porta Westfalica-Barkhausen bedacht. Het stadsdeel Barkhausen zou oostelijk gepasseerd worden en aan de B65 zuidelijk van Minden aangesloten worden. De geplande A30 verliep verder over de al gebouwde randweg Minden (B65) met aansluiting westelijk van Bückeburg. De nieuwbouw van de A30 zou dan parallel aan de B65 tot Stadthagen lopen, waarbij Bückeburg, Obernkirchen-Vehlen, Obernkirchen-Gelldorf en Nienstädt noordelijk gepasseerd zouden worden. Zuidoostelijk van Stadthagen was de kruising met de B65 en het tracé om Stadthagen gepland, zodat oostelijk van de stad een verdere aansluiting met de B65 volgde. Tussen Stadthagen en Hannover was het tracé zuidelijk van Lindhorst, noordelijk van Beckedorf, noordelijk van Bad Nenndorf (kruising met de A2), zuidelijk van Barsinghausen-Goltern, noordelijk van Barsinghausen-Eckerde, noordelijk van Gehrden (kruising met de geplande A35), noordelijk van Ronnenberg, noordelijk van Hemmingen-Devese, noordelijk van Hemmingen-Arnum en noordelijk van Laatzen-Grasdorf tot de A37 gepland.
Ook na het aanpassen van het wegenplan voor landelijke wegen voor de periode 1971 tot 1985, gepubliceerd op 5 augustus 1976, was de A30 tussen Bad Bentheim en Hannover voorzien. Alleen veranderde het prioriteitsniveau: het trajectdeel Rheine - Osnabrück - Bad Oeynhausen bevond zich nog in prioriteitsniveau Ia, waarbij grote delen al aangelegd of al in bouw waren. Het trajectdeel Bad Bentheim - Rheine had met één rijbaan het prioriteitsniveau Ib, het overige deel had een lagere noodzaak. Het deeltraject Bad Oeynhausen - Porta Westfalica had het prioriteitsniveau Ib, tussen Porta Westfalica en Minden was het niveau Ia gegeven. Tot de in bouw zijnde delen westelijke van Bückeburg en de randweg Stadthagen evenals de geplande enkele rijbaan tellende randweg Bückeburg en het korte deel zuidelijk van Hannover was onder het trajectdeel Minden - Hannover met lage prioriteit ondergebracht. 
Na de tweede aanpassing van het wegenplan voor landelijke wegen voor de periode 1971 tot 1985, gepubliceerd op 25 augustus 1980, veranderde de plannen volledig. Het trajectdeel Bad Bentheim - Rheine - Osnabrück - Bad Oeynhausen bleef met het prioriteitsniveau I opgenomen. Het trajectdeel Bad Oeynhausen - Minden - Hannover-Laatzen van de A30 werd uit het wegenplan geschrapt. De achtergrond hiervoor was het herzien van het parallelplan van het bestaande snelwegennet in kader van het opstellen van het Bundesverkehrswegeplan 1980. Daarnaast liep het geplande tracé van de A30 op maar enkele kilometers parallel aan de A2. Echter waren de wegen B61n Bad Oeynhausen - Minden (deels 2x2 rijstroken) evenals de randweg Bückeburg (2x2 rijstroken) en het traject Großgoltern - Benthe als onderdeel van de B65 met een prioriteitsniveau I nog steeds in het wegenplan opgenomen. 
In de derde aanpassing van het wegenplan voor landelijke wegen, gepubliceerd op 21 april 1986, werd het trajectdeel Bad Oeynhausen - Minden - Hannover van de A30 ook niet opgenomen. Hierdoor waren verdere veranderingen in andere projecten die invloed hadden op het oude geplande tracé van de A30. Zo werd het traject Bad Oeynhausen - Porta Westfalica zonder vervangende maatregel geschrapt. Tussen Bückeburg en Stadthagen was alleen een verbreding naar 2x2 rijstroken van de Bundesstraße met enkele randwegen voorzien. Van de A2 bij Bad Nenndorf naar Benthe bij Hannover was een nieuwe tweestrooksweg voorzien. Afgezien van de al in bouw zijnde delen van de A30 tussen Bad Bentheim en Osnabrück had alleen het trajectdeel Porta Westfalica - Minden nog een hoge prioriteit, terwijl alle andere projecten inclusief de randweg van Bad Oeynhausen een lage prioriteit kregen.
De A30 tussen Bad Oeynhausen, Minden en Hannover bleef na de vierde verandering van het wegenplan, gepubliceerd op 15 november 1993, geschrapt. Voorzien was in kader van de B65 de randwegen Vehlen en Nienstädt, de verbreding van de al bestaande B65 tussen beide plaatsen evenals tussen Stadthagen en Bad Nenndorf (alles een lage prioriteit). Verder had de nieuwe tweestrooks B65 tussen de A2 bij Bad Nenndorf en Benthe bij Hannover een lage prioriteit. De noordelijk randweg Bad Oeynhausen van de A30 had in dit plan een hoge prioriteit gekregen. Het project van een nieuwe B61 met 2x2 rijstroken tussen Porta Westfalica en Minden werd nog steeds overwogen.
De Bundesverkehrswegeplan 2003 en 2030 brachten geen veranderingen voor de A30 tussen Bad Oeynhausen en Hannover. Verbeteringen zijn hier alleen voor de Bundesstraße voorzien. Zo is een omvangrijke nieuwe tweestrooksweg en het verbreden naar 2x2 rijstroken van bestaande delen van de B65 gepland.
Door de planveranderingen in de loop van de tijd, zijn delen van de geplande A30 tussen Bad Oeynhausen en Hannover nog terug te vinden, omdat deze al in bouw waren. Voorbeelden zijn de randweg van Stadthagen en de zuidelijke randweg van Minden die onderdeel zijn van de B65 evenals delen van een geplande aansluiting in Laatzen, die tegenwoordig als evenemententerrein wordt gebruikt. In de omgeving van het evenemententerrein werd bij de bouw van de hogesnelheidslijn Hannover - Würzburg door de DB een spoorbrug over de geplande snelweg gebouwd. Deze brug wordt tegenwoordig alleen nog als verbinding naar het evenemententerrein en als fiets- en voetpad gebruikt. 

### Openingen van de snelweg
| jaar | trajectdeel                                                                 | lengte (in km) | opmerkingen                                                            |
| ---- | --------------------------------------------------------------------------- | -------------- | ---------------------------------------------------------------------- |
| 1966 | oostelijk aansl. Gesmold (K228) - aansl. Melle-Ost                          | 3,8            | aanvankelijk als tweestrooks Landesstraße                              |
| 1967 | aansl. Lotte - westelijk Kreuz Osnabrück-Süd                                | 13,8           | aanvankelijk als B65                                                   |
| 1968 | oostelijk aansl. Bissendorf (K228 bij Himbergen) - oostelijk aansl. Gesmold | 8,1            |                                                                        |
| 1969 | aansl. Löhne - aansl. Gohfeld                                               | 3,5            | daarvan 2 km op later geplande tracé A30                               |
| 1971 | westelijk aansl. Bruchmühlen - aansl. Löhne                                 | 19,9           |                                                                        |
| 1971 | Kreuz Porta Westfalica-Barkhausen/Minden - aansl. Porta Westfalica-Neesen   | 1,5            | tegenwoordig onderdeel B65                                             |
| 1973 | westelijk Kreuz Osnabrück-Süd - oostelijk aansl. Bissendorf                 | 8,3            |                                                                        |
| 1973 | aansl. Porta Westfalica-Neesen - grens Nedersaksen/Noordrijn-Westfalen      | 2,9            | tegenwoordig onderdeel B65                                             |
| 1976 | aansl. Melle-Ost - westelijk aansl. Bruchmühlen                             | 8,0            | uit- en ombouw al in 1958 gereed als onderdeel van een Landesstraße    |
| 1976 | aansl. Ibbenbüren - aansl. Lotte                                            | 13,1           |                                                                        |
| 1978 | grens Nedersaksen/Noordrijn-Westfalen - oostelijk Röcke                     | 3,2            | tegenwoordig onderdeel B65                                             |
| 1978 | westelijk aansl. Hörstel - aansl. Ibbenbüren                                | 10,9           |                                                                        |
| 1979 | randweg Stadthagen                                                          | 4,9            | tegenwoordig onderdeel B65                                             |
| 1980 | Rehme - Kreuz Bad Oeynhausen                                                | 1,1            |                                                                        |
| 1985 | grens Duitsland/Nederland - aansl. Schüttorf                                | 15,7           |                                                                        |
| 1986 | aansl. Rheine-Kanalhafen - westelijk aansl. Hörstel                         | 1,0            |                                                                        |
| 1987 | aansl. Rheine-Nord - aansl. Rheine-Kanalhafen                               | 8,4            |                                                                        |
| 1990 | randweg Bückeburg                                                           | 4,5            | twee stroken, onderdeel B65                                            |
| 1991 | aansl. Schüttorf - aansl. Rheine-Nord                                       | 12,9           |                                                                        |
| 2002 | randweg Porta Westfalica-Barkhausen met Weserauentunnel                     | 2,7            | 2x2 rijstroken, onderdeel B61                                          |
| 2014 | aansl. Bad Oeynhausen-Nord - aansl. Dehme                                   | 1,6            | officieel geen snelweg, twee rijstroken, maximaal 50 km/h, werkterrein |
| 2018 | aansl. Gohfeld - aansl. Bad Oeynhausen-Ost                                  | 8,5            |                                                                        |

## Bouw noordelijke randweg Bad Oeynhausen

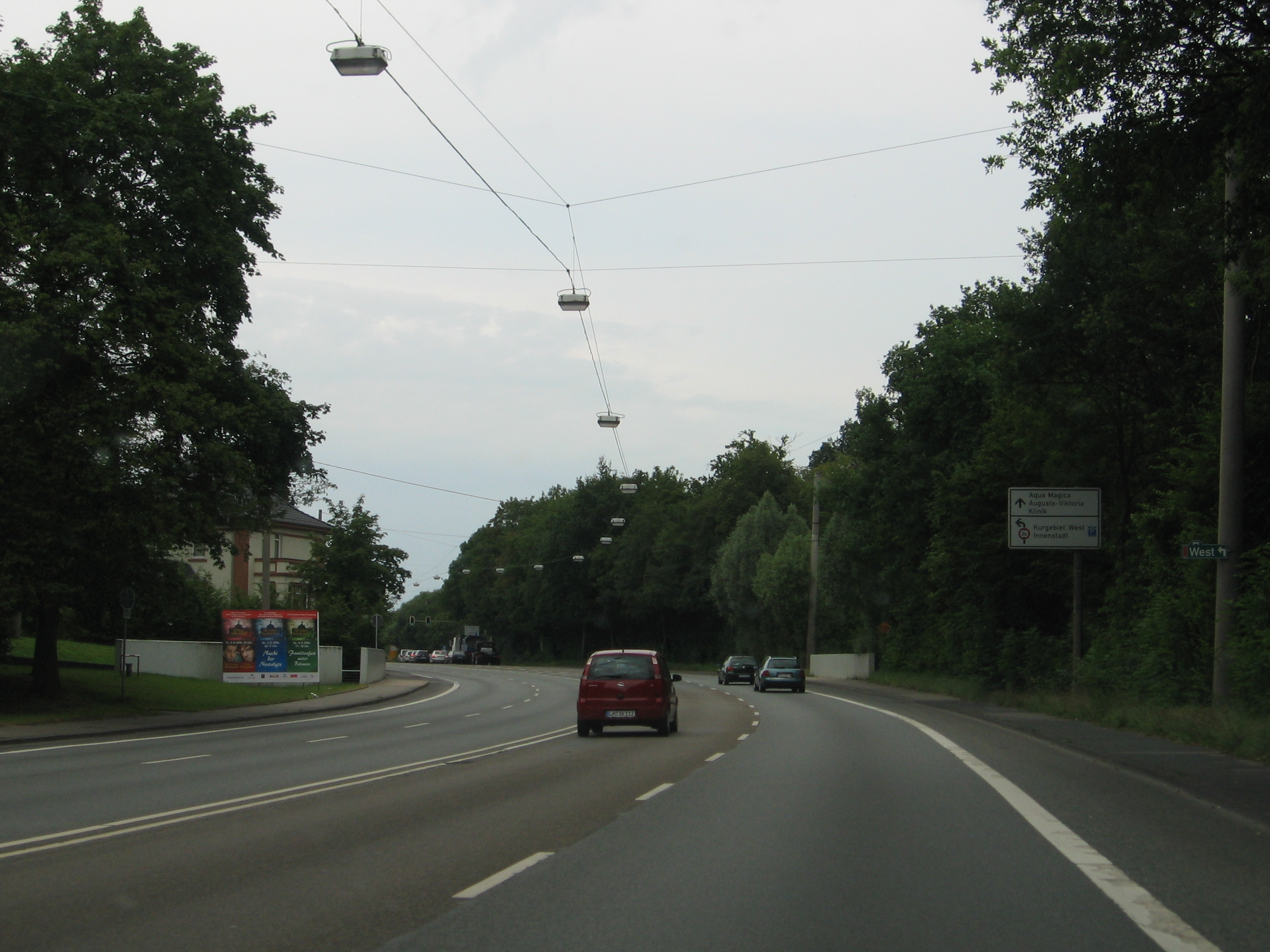
De B61 tot 2018 als verlengde van de A30 dwars door Bad Oeynhausen met 2x2 rijstroken. (2006)

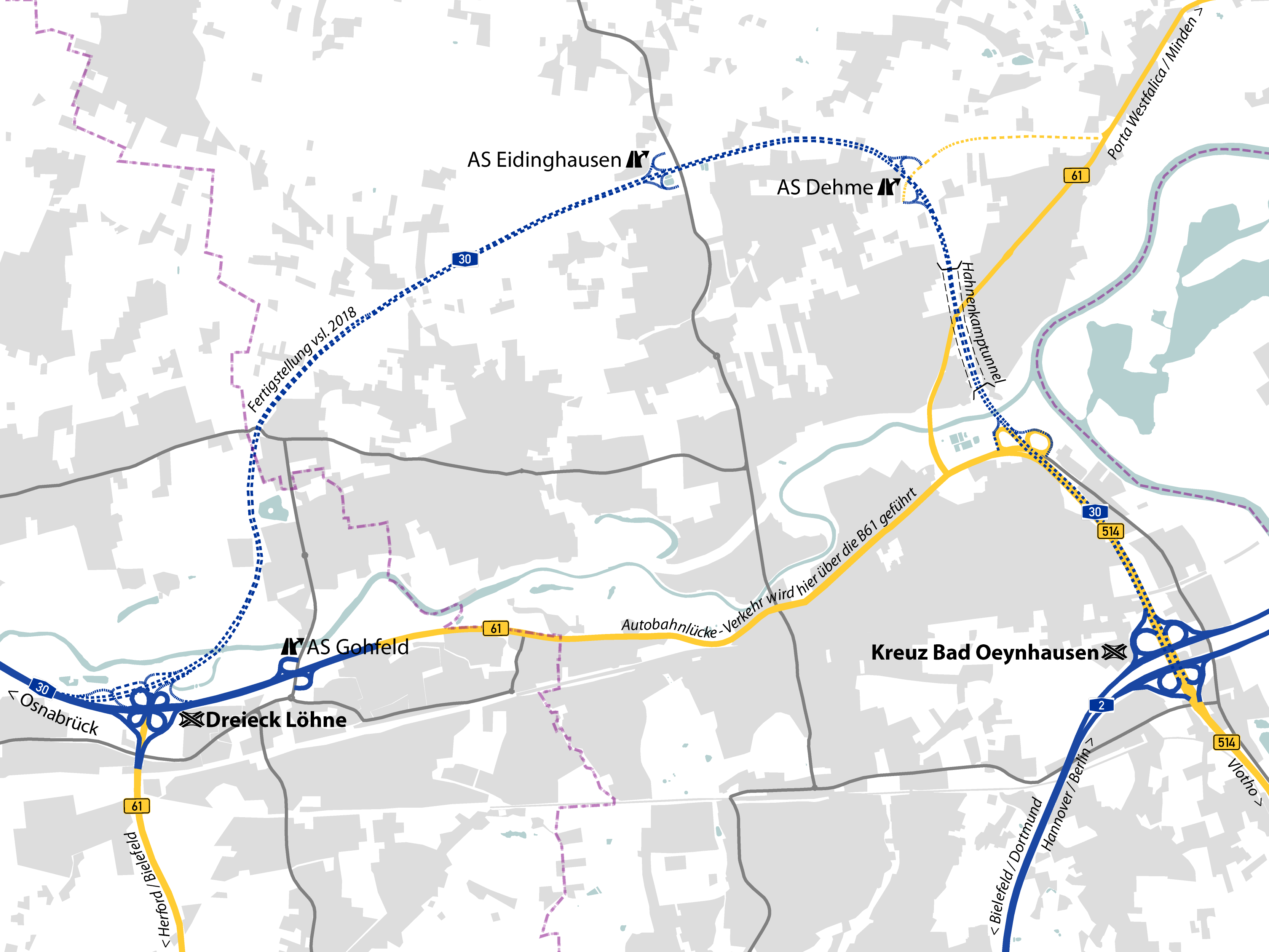
Tracé van de noordelijke randweg om Bad Oeynhausen.

Aan weerszijden van Bad Oeynhausen stopte de snelweg op en ging verder door de stad als een weg met twee maal twee rijstroken tot aan de aansluiting met de A2. Op dit traject bevinden zich veel verkeerslichten wat tot files leidde. Voor de sluiting van de snelwegonderbreking bij Bad Oeynhausen werd 38 jaar lang gediscussieerd, waarbij meningsverschillen over de tracékeuze de uiteindelijke bouw steeds vertraagde. Als alternatieven voor de noordelijke randweg om de stad werd een zuidelijk tracé vanaf Dreieck Löhne tot de A2 bij Exter voorgesteld of een verdiepte ligging door de stad. 
In januari 2007 heeft de Regierungsbezirk Detmold in opdracht van de wegbeheerder van Noordrijn-Westfalen, Straßen.NRW, het tracébesluit voor de bouw van het laatste trajectdeel van de A30 als noordelijke randweg om Bad Oeynhausen vergeven. Het ongeveer 8,5 kilometer lange trajectdeel bevat twee nieuwe aansluitingen, 28 bruggen en een tunnel en was toen becijferd dat het circa €160 miljoen ging kosten.
Een burgerinitiatief, dat zich tegen de bouw van de snelweg verzette, ging in beroep tegen het tracébesluit voor de landelijke bestuursrechter, dat sinds december 2006 als eerste en als laatste voor de procedures samenhangend met grote snelwegprojecten verantwoordelijk is. In juli 2008 wees het gerecht de bezwaren ongegrond, waardoor de bouw van start kon gaan.
De bouw startte in september 2008, toen werd als einddatum het jaar 2014 genoemd. Op 12 maart 2014 werd het deeltraject tussen de aansluitingen Bad Oeynhausen-Nord en Dehme met één rijstrook per richting provisorisch vrijgegeven, verwacht werd dat de gehele randweg eind 2016 gereed zou zijn. Door bezwaar op de aanbestedingsprocedure van een bedrijf dat zich had ingeschreven, vertraagde de aanbesteding voor het vierde bouwdeel tot oktober 2015, waarvan eigenlijk was verwacht de aanbesteding in mei 2015 af te ronden. In 2016 begon de bouw van het vierde en laatste bouwdeel, dat bestond uit het knooppunt Kreuz Löhne en de aansluiting van de noordelijke randweg op het bestaande deel van de A30 en de B61. Delen van de snelweg waren al gereed, maar de nog niet vrijgegeven delen van de snelweg zijn in februari en april 2016 gebruikt als filmlocatie voor de bioscoopfilm Out of Control. De officiële opening van de noordelijke randweg vond op 6 december 2018 plaats. De verkeersvrijgave volgde pas op 9 december 2018 in de richting van Osnabrück plaats, de vrijgave voor de richting Hannover volgde op 13 december 2018. Met de opening van de randweg waren niet alle werkzaamheden voltooid. Zo moet nog het knooppunt Kreuz Löhne aan de nieuwe verkeerssituatie worden aangepast. Door de nieuwe randweg verdwenen de laatste zeven verkeerslichten tussen Amsterdam en Warschau.

## Geplande verbreding
Gepland is om de A30 te verbreden naar 2x3 rijstroken tussen Kreuz Lotte/Osnabrück en Kreuz Osnabrück-Süd. In het Bundesverkehrswegeplan 2030 (Duitse tegenhanger van de Nederlandse Meerjarenprogramma Infrastructuur, Ruimte en Transport; MIRT) is deze verbreding opgenomen. De projecten in het Bundesverkehrswegeplan hebben een prioriteit meegekregen om de noodzaak van een verbreding aan te geven. Deze verbreding heeft de hoogste prioriteit (Vordringlicher Bedarf - Engpassbeseitigung) gekregen. De kosten zijn geraamd op net iets meer dan €143 miljoen. Naast deze verbreding is ook het aanpassen van het knooppunt Kreuz Osnabrück-Süd onderdeel van dit project.